# Neesia kostermansiana
Neesia kostermansiana är en malvaväxtart som beskrevs av Soepad.. Neesia kostermansiana ingår i släktet Neesia och familjen malvaväxter. Inga underarter finns listade i Catalogue of Life.